# Werner Icking Music Archive
Werner Icking Music Archive (WIMA), är ett webbarkiv bestående av musiknoter som tillhör allmän egendom. WIMA erbjuder främst klassisk musik men en del Jazz finns även tillgänglig. Majoriteten av noterna i WIMA är tidig musik. Vissa utgåvor av tidig musik på WIMA har aldrig tidigare blivit publicerade. Ett antal nuvarande kompositörer har även valt att publicera sina verk på WIMA. Äldre musik som tillhandahålls i WIMA tillhör allmän egendom. Notmusiken skrivs för hand elektroniskt av frivilliga varefter dem distribueras i PDF format, oftast tillsammans med grundfilen.

## Liknande projekt
- International Music Score Library Project - främst scannade äldre utgåvor av musik.
- Choral Public Domain Library
- Mutopia Project